# Église Saint-Aubin de Jouy-le-Châtel
 (octobre 2024).
Si vous disposez d'ouvrages ou d'articles de référence ou si vous connaissez des sites web de qualité traitant du thème abordé ici, merci de compléter l'article en donnant les références utiles à sa vérifiabilité et en les liant à la section « Notes et références ».
L’église Saint-Aubin de Jouy-le-Châtel, en Seine-et Marne, est inscrite à l’inventaire supplémentaire des Monuments historiques le 28 avril 1926.
Elle est située au cœur de l’ancienne enceinte médiévale du village, délimitée de nos jours par la rue des Fossés.
Si Jouy appartient à Thibaut Ier, comte de Blois et de Champagne en 978, la construction primitive remonterait au XIe siècle, époque à laquelle cette église appartient aux chapelains de la cathédrale de Reims.
Édifiée au premier âge gothique (1100-1130), elle est représentative de l’architecture locale de par ses matériaux (grès) et la morphologie de son clocher, même si, à l’intérieur, l’influence champenoise est manifeste.
Ce vaste édifice de plan bénédictin, comprend la nef et deux bas-côtés terminés par des chapelles aujourd’hui à usage de sacristie.
Chaque siècle apportera des modifications, majeures au XVIe siècle, notamment au collatéral sud.

## Histoire
L'église Saint-Aubin de Jouy-le-Châtel, bâtie en pierres de grès, semble remonter au XIe siècle ; non seulement quelques-unes de ses parties en font foi, mais encore nous trouvons dans la Gallia Christiana que Manassès II, archevêque de Reims qui occupa son siège, de 1096 à 1106, confirma aux chapelains de sa cathédrale la possession de cette église.

## Description

### Le clocher
Le clocher, du XIIIe siècle, abritait à l’origine deux cloches. Il est situé à l’angle nord-ouest de l’édifice dont il surmonte la première travée et est desservi par une tourelle d’escalier qui l’accote.
À quatre versants couverts d’ardoises, il est terminé par un faîtage à deux épis, surmonté, au sud de la croix et du coq et au nord, d’une pointe para-tonnerre.
Les abat-sons, disposition rare, sont chacun constitués d’une dalle monolithique de schiste.
La cloche actuelle a été fondue par Farnier Frères en 1889. Elle a été la plus grosse du canton de Nangis avec un diamètre de 128 cm.

#### Transformations

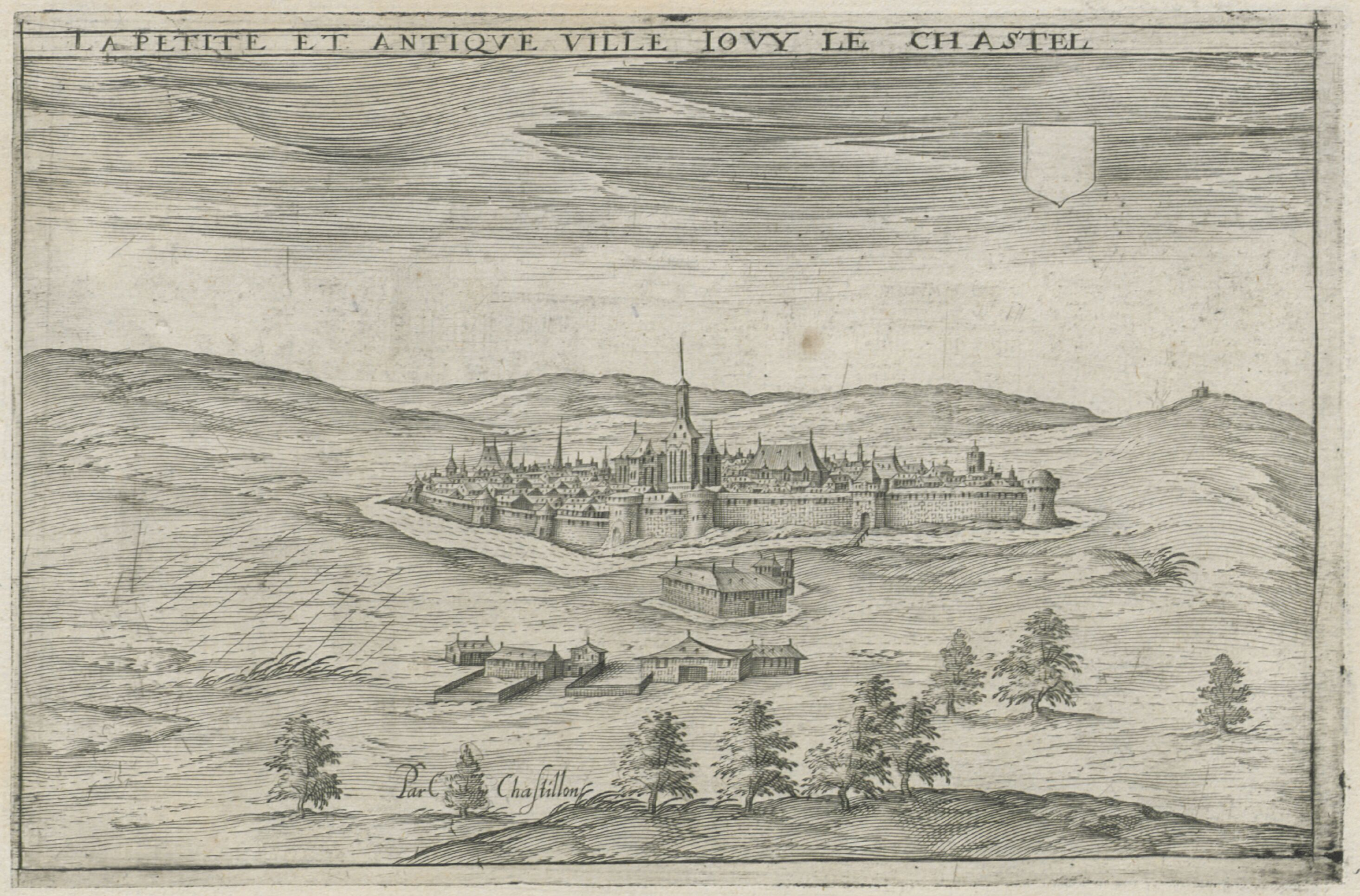
Jouy-le-Châtel vue par Claude Chastillon au XVe siècle

En se référant à la vue de Jouy-le-Châtel faite par Claude Chastillon au XVIe siècle, on remarque :
1. Les abat-son sont très élevés : il y a vraisemblablement deux étages de cloches. Il n’en subsiste qu’un. On note aussi l’absence des contreforts et de la tourelle d’escalier.
2. Le toit n’a que deux ou trois pans
3. Le haut lanterneau fournit un point de guet sur la campagne environnante.
4. Le clocher est en retrait par rapport à la façade de l’église. La nef sud est encore absente. La façade présente deux portes.

On remarque aussi les remparts encore présents. Mais irrégulièrement entretenus, dès le XIVe siècle, ils sont partiellement cédés (illégalement) à des particuliers qui les avaient mis en culture vers 1748. Leurs ruines sont réemployées, et le comblement des fossés donnera lieu à quelques querelles au début du XIXe siècle. L’actuelle rue des fossés reste la mémoire de cet ouvrage.

### La nef

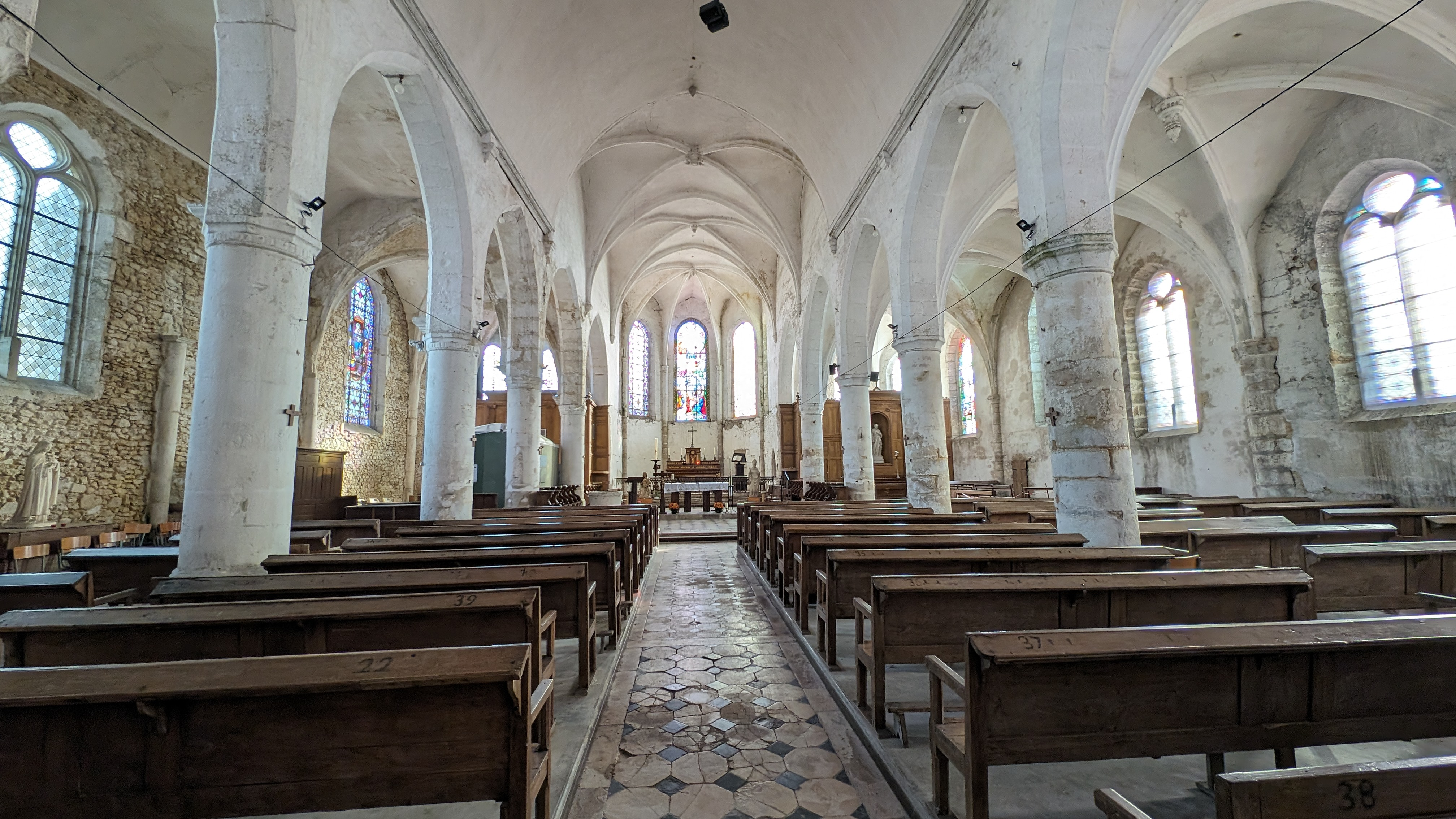
Vue vers la nef

Ce vaste édifice à plan bénédictin, sans transept,comprend :
- la nef, prolongée par le chœur et terminée par une abside polygonale,
- les bas-côtés nord et sud, terminés par des chapelles, ornées de boiseries 18e, sont utilisées comme sacristies,
- au chœur, subsistent une piscine et des armoires liturgiques du XVe siècle[3],
- le maître-autel est du XIXe siècle. Une grille ferme le chœur.

Les voûtes sont de pierre au chœur et dans chaque abside des bas-côtés.
Toute l’église a été blanchie au XVIIIe siècle.
Les voûtes de la nef, initialement planchéiées, ont été maçonnées au XIXe siècle.
Les chapiteaux des piliers sont du XIIIe et du XVe siècle.